# ITA Masters 2016
Die zweite Auflage des College-Tennis-Turniers Oracle/ITA Masters wurde vom 13. bis 16. Oktober 2016 auf dem Gelände des Malibu Racquet Clubs im kalifornischen Malibu ausgetragen.
Im Gegensatz zur ersten Auflage des Turniers 2015 werden dieses Jahr keine Doppelkonkurrenz gespielt. Erstmals ausgetragen wurde dagegen ein Mixed-Wettbewerb.

## Herren

### Setzliste
| Nr. | Spieler            | Erreichte Runde |
| --- | ------------------ | --------------- |
| 01. | Yuya Itō           | Achtelfinale    |
| 02. | Ryōtarō Matsumura  | Sieg            |
| 03. | Arthur Rinderknech | Achtelfinale    |
| 04. | Ryan Peniston      | Achtelfinale    |

| Nr. | Spieler             | Erreichte Runde |
| --- | ------------------- | --------------- |
| 05. | Nicholas Crystal    | Achtelfinale    |
| 06. | Christopher Eubanks | Achtelfinale    |
| 07. | Gage Brymer         | Viertelfinale   |
| 08. | Martin Redlicki     | Achtelfinale    |

## Damen
| Nr. | Spieler         | Erreichte Runde |
| --- | --------------- | --------------- |
| 01. | Luisa Stefani   | Finale          |
| 02. | Ena Shibahara   | Sieg            |
| 03. | Sara Daavettila | Halbfinale      |
| 04. | Ashley Lahey    | Viertelfinale   |

| Nr. | Spieler            | Erreichte Runde |
| --- | ------------------ | --------------- |
| 05. | Hayley Carter      | Halbfinale      |
| 06. | Lee Hua-chen       | Achtelfinale    |
| 07. | Meible Chi         | Viertelfinale   |
| 08. | Viktoriya Lushkova | Achtelfinale    |

## Mixed
| Nr. | Paarung                         | Erreichte Runde |
| --- | ------------------------------- | --------------- |
| 01. | Lee Hua-chen Arthur Rinderknech | Halbfinale      |
| 02. | Ena Shibahara Martin Redlicki   | Viertelfinale   |
| 03. | Sara Daavettila Gage Brymer     | Viertelfinale   |
| 04. | Viktoriya Lushkova Yuya Itō     | Achtelfinale    |

| Nr. | Paarung                           | Erreichte Runde |
| --- | --------------------------------- | --------------- |
| 05. | Hayley Carter Christopher Eubanks | Sieg            |
| 06. | Meible Chi Ryōtarō Matsumura      | Halbfinale      |
| 07. | Ashley Lahey William Bushamuka    | 1. Runde        |
| 08. | Luisa Stefani Guilherme Hadlich   | Viertelfinale   |